# Dirphia eximia
Dirphia eximia är en fjärilsart som beskrevs av Lemaire 1977. Dirphia eximia ingår i släktet Dirphia och familjen påfågelsspinnare. Inga underarter finns listade i Catalogue of Life.